# アグニェシュカ・ドゥチマル
アグニェシュカ・ドゥチマル（ポーランド語: Agnieszka Duczmal, 1946年1月7日 - ）は、ポーランドの指揮者。スカラ座に登場した初めての女性指揮者として知られる。

## 経歴
クロトシンに生まれる。1966年から1971年までポズナニ音楽院に在籍し、ヴィトルド・クルゼミンスキに指揮法を学んだ。1968年からプロ・ムジカ室内管弦楽団(現アマデウス室内管弦楽団)を組織して演奏活動を始める。1970年にはカトヴィツェで行われた指揮者コンクールで入賞し、1975年のヘルベルト・フォン・カラヤン国際指揮者コンクールで名誉賞を受賞した。1976年にはベルリンで行われた国際指揮者ミーティングでカラヤン銀メダルを得た。1982年には文化的、科学的に社会に卓越した業績を残した者に対してユネスコ支援の下にイタリア大統領から与えられる「世界の女性」の称号を贈られた。

## 栄典
- 南十字星勲章